# 大動脈基部置換術
大動脈基部置換術（だいどうみゃくきぶちかんじゅつ, 英: aortic root replacement）とは、主に大動脈弁輪拡張症（AAE）に対して行われる標準術式である。人工心肺を用い心停止下に、大動脈弁・大動脈基部・上行大動脈を弁付き人工血管で置換する手術である。大動脈基部（バルサルバ洞, sinus of Valsalva）の再建を含むので、必然的に左右冠動脈の再建が必須となる。
本術式はAAEによる大動脈弁とバルサルバ洞の病変を修復するために行われるが、AAEはマルファン症候群に合併しやすい（マルファン症候群では全身の結合織が脆弱になるため）。1968年にヒュー・ベントールとアントニー・デ・ノボ（Antony De Bono）が最初に報告した。

## 術式
上記のベントールの術式をベントール手術と呼ぶ。ベントール手術では自己の大動脈弁は切除することになるが、その後の術式の発展に伴って、自己の大動脈弁を温存する術式が考案された。それらも含めて、大動脈基部置換術の術式の分類を以下に示す。術式の詳細は各項目を参照。
- ベントール手術
- 自己弁温存大動脈基部置換術
  - デービッド手術（re-implantation technique）[2]
  - ヤクー手術（re-modeling technique）[3]